# Endoskelett
Als Endoskelett (auch Innenskelett genannt) bezeichnet man in der Biologie eine mechanische Stützstruktur (Skelett), die nicht Teil der äußeren Hülle des Organismus ist. Es ist eines der auffälligsten gemeinsamen Merkmale der Wirbeltiere (Vertebrata). 
Ein Endoskelett besteht aus festen Elementen (sogenannte Hartteile), die über Muskeln gegeneinander bewegt werden können. Bei Menschen, wie bei den meisten Wirbeltiergruppen, bestehen diese Elemente aus Kalziumphosphat und Kollagen und werden als Knochen bezeichnet. Weitere wichtige Bausteine der Endoskelette von Wirbeltieren sind die Knorpel, die meist keine mineralische Substanz enthalten. Bei den Knorpelfischen ist das gesamte Endoskelett aus Knorpel aufgebaut, der durch Einlagerung von Kalziumkarbonat verfestigt sein kann.
Das Skelett der Stachelhäuter (Echinodermata), dessen Hartteile vollständig aus Kalziumkarbonat bestehen, bildet nicht, wie die Schalen von Schnecken und Muscheln, einen Teil der Körperoberfläche, sondern liegt unterhalb einer dünnen Epidermis und ist damit ebenfalls ein Endoskelett.